# Luvisol
 (juillet 2021).
Si vous disposez d'ouvrages ou d'articles de référence ou si vous connaissez des sites web de qualité traitant du thème abordé ici, merci de compléter l'article en donnant les références utiles à sa vérifiabilité et en les liant à la section « Notes et références ».

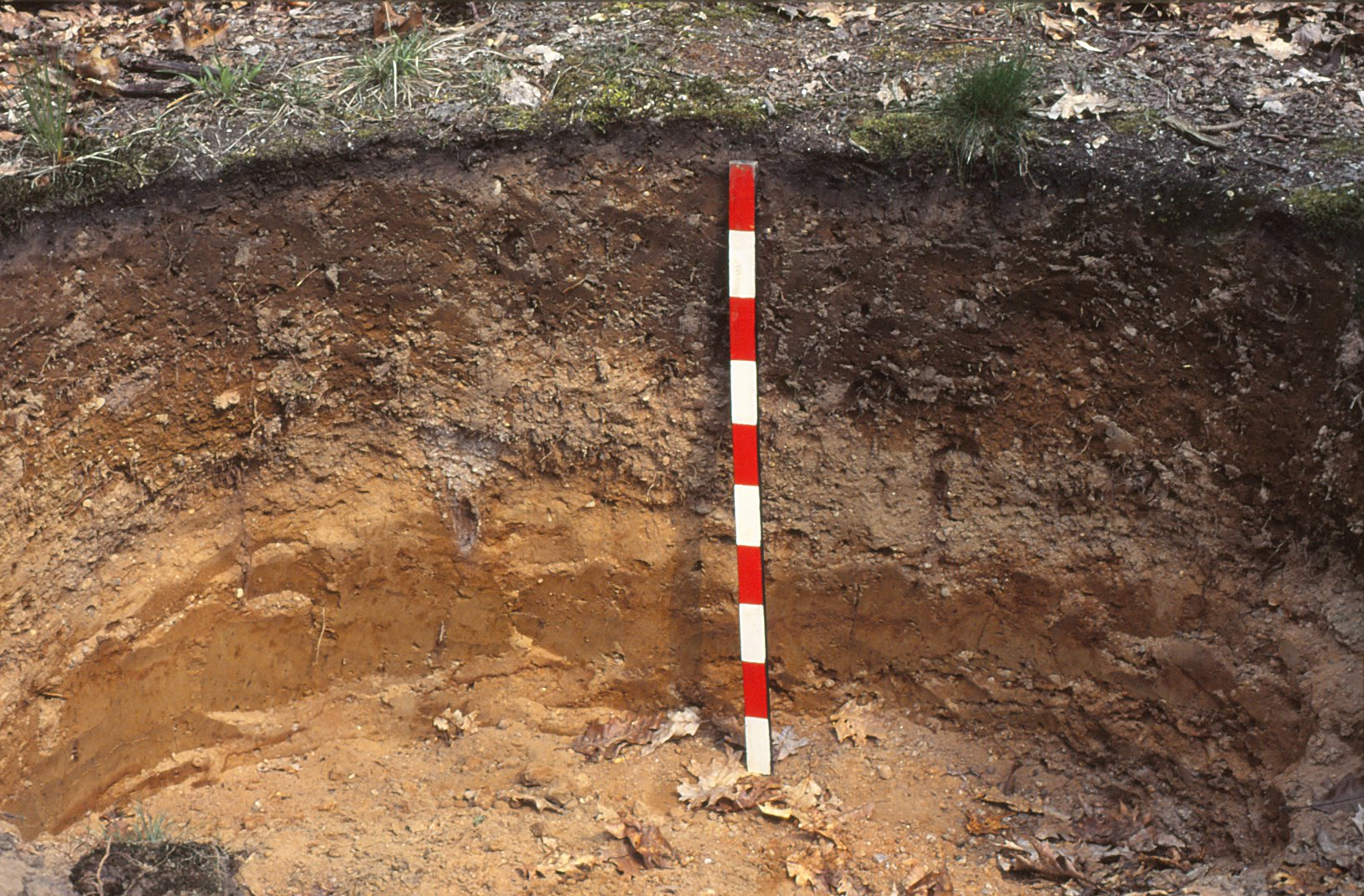
Un luvisol près de Rastatt, en Allemagne.

Un luvisol dans le Référentiel pédologique français ou dans la Base de référence mondiale pour les ressources en sols, est un « sol lessivé » . Il est caractérisé du haut en bas par : 
1. un horizon A de surface (labouré, ou humifère sous forêt),
2. un horizon E, plus ou moins blanchi et appauvri en argile,
3. un horizon B, plus sombre, riche en argile,
4. un horizon C quelconque, dont la teneur en argile est normalement comprise entre celle du E et celle du B.

Classiquement, on explique la genèse des luvisols par l'entraînement de l'argile qui, sous l'action de l'eau et de la pesanteur, quitterait l'horizon E pour venir s'accumuler en B. Ce serait le lessivage. Mais divers arguments montrent que le phénomène est plus complexe. À la surface de la Terre, l'altération normale de beaucoup de minéraux formés en profondeur conduit à la fabrication d'argile. Donc, le C se transforme en argile et donne le B. Mais, plus haut au sein du sol, l'argile est elle-même déstabilisée et disparaît par dissolution et soustraction latérale ; donc le B s'appauvrit à son sommet jusqu'à se transformer en E. Les systèmes de classification des sols, la Base de référence mondiale pour les ressources en sols et la Taxonomie des sols de l'USDA, commencent à tenir compte de cette façon de voir les choses. Le lessivage, sans être nié, apparaît comme un phénomène accessoire. 
Pour obtenir un sol avec un fort contraste de teneur entre E et B (1/3 à 1/4), il faut un temps considérable, de l'ordre de 100 000 ans, et même davantage si le climat est sec. Les luvisols s'observent en taches dans toute l'Europe, en particulier sur les terrasses anciennes des fleuves et dans les plaines que limitent vers le nord-ouest la Manche, la mer du Nord, la mer Baltique. On remarque que certains sols peuvent présenter un contraste de texture sans que la pédogenèse soit en cause (cas d'une superposition géologique de différents matériaux).
Les luvisols sont des sols gras et profonds ayant une bonne fertilité agricole. Toutefois, en hiver, l'eau a tendance à s'accumuler dans le E, au toit du B, ce qui peut provoquer l'asphyxie des semis. Le drainage est souvent nécessaire.